# Jean Baby
Jean Baby (* 4. August 1897 in Toulouse, Département Haute-Garonne; † 9. Januar 1969 in Paris) war ein französischer Historiker.

## Leben
Seine Schulzeit absolvierte Baby in seiner Heimatstadt und studierte anschließend in Prag und Lorient (Département Morbihan). Danach kehrte er wieder in seine Heimatstadt zurück, wo er dann 1923 seine Agrégation bekam.
Politisch aktiv, interessierte sich Baby bereits während seines Studiums für den Kommunismus und trat der Parti communiste français (PCF) bei. Dort konnte er sich schon bald einen Namen machen und wurde 1928 bei den Regionalwahlen der Gegenkandidat von Vincent Auriol. Ab 1925 gehörte er auch der Conféderation générale du travail unitaire an. Im November 1929 wurde Baby aus der PCF ausgeschlossen; im Oktober 1931 aber – ohne Gegenstimme – wieder aufgenommen.
1928 heiratete Baby Ruta Assia und hatte mit ihr eine Tochter, die spätere Schriftstellerin Yvonne Baby (* 1929).
Nach der deutschen Besetzung unterstützte Baby die Résistance. Nach Kriegsende ging Baby nach Paris und wurde als Dozent an das Collège-Lycée Jacques Decour (9. Arrondissement) berufen.
1954 berief ihn Jean Pronteau (1919–1984) als Chefredakteur seiner Zeitschrift Économie et Politique. Dort äußerte er sich in seinen Artikeln immer wieder kritisch über die PCF, so dass er im April 1960 endgültig aus der Partei ausgeschlossen wurde. Während dieser Zeit beschäftigte sich Baby sehr intensiv mit dem Maoismus. Als Gegner des Algerienkrieges gehörte er im September 1960 zu den Unterzeichnern des Manifests de 121.
Jean Baby starb am 9. Januar 1969 in Paris und fand dort auch seine letzte Ruhestätte.
Seine Tochter Yvonne thematisierte in ihrem Roman Le jour et la nuit u. a. das Leben ihres Vaters.

## Schriften (Auswahl)
- Le rôle sociale de l’église (Collection antireligieuse; Bd. 1). Bureau d’Édition, Paris 1931.
- À la lumière du marxisme. Éditions sociales internationales, Paris 1936 (Vorwort von Henri Wallon)
  - deutsch: Die Wissenschaft im Lichte des Marxismus (Rotdruck; Bd. 6). Rotdruck, Berlin 1970.
- Les classes sociales. C.G.P. Hanoi 1945.
- Le marxisme. Les Courd de Droit, Paris 1947.
- Principes fondamentaux d’économie politique. Éditions sociales, Paris 1950.
- Critique de base. Le parti communiste français entre le passé et l’avenir (Cahiers libres; Bd. 5/6). Maspero, Paris 1960.
- Un monde meilleur. Recherche marxiste (Cahiers libres; Bd. 63/64). Maspero, Paris 1964.
- La grande controverse sino-sovietique. 1956–1966. Grasset, Paris 1966.